# Supercondriaque
Supercondriaque is een Franse komische film uit 2014, geschreven en geregisseerd door Dany Boon.

## Verhaal
Romain Faubert lijdt aan hypochondrie, een psychische aandoening waarbij de betrokkene bang is voor ernstige ziekten. Zijn baan als fotograaf voor een online medische encyclopedie levert een belangrijke bijdrage aan deze aandoening, evenals de enorme hoeveelheid informatie op internet. Deze ongehinderde toegang betekent ook dat Romain Faubert zichzelf van onjuiste informatie voorziet en dientengevolge zelfdiagnoses uitvoert. Deze zelfdiagnoses leiden de denkbeeldige patiënt vaak naar de praktijk van Dr. Dimitri Zvenka.
Omdat hij bij de eerste behandeling erg vriendelijk tegen hem was en waarschijnlijk al zijn problemen had aangepakt waar hij later spijt van heeft, komt Romain Faubert steeds weer bij hem. De dokter herkent de eenzaamheid in de neurotische en fobie van zijn patiënt en besluit vervolgens Romain Faubert te koppelen. Dit werkt echter niet zoals gewenst en de arts probeert shocktherapie. In de voorgestelde actie wordt Romain echter aangezien voor een oproerder van een opstand. En juist de zus van de dokter, die de revolutionaire leider lijkt te aanbidden omdat ze dezelfde buitenlandse wortels heeft als hij, voelt zich aangetrokken tot dit beeld, waar Dimitri helemaal niet van houdt.

## Rolverdeling
| Acteur              | Personage          |
| ------------------- | ------------------ |
| Dany Boon           | Romain Faubert     |
| Kad Merad           | Dr. Dimitri Zvenka |
| Alice Pol           | Anna Zvenka        |
| Jean-Yves Berteloot | Anton Miroslav     |
| Judith El Zein      | Norah Zvenka       |
| Valérie Bonneton    | Isabelle           |
| Jonathan Cohen      | Marc               |

## Release
De film ging in première op 15 januari 2014 op het Festival international du film de comédie de l'Alpe d'Huez.